# Muzaffer Bacak
Muzaffer Bacak ist deutscher Karateka türkischer Herkunft.
Erste Erfolge hatte der Berliner Karateka ab 1989 nach dem Gewinn einer offenen Berliner Meisterschaft in der Leichtgewichtsklasse. 1992 nahm er für Deutschland an der Europameisterschaft in Spanien teil. Im Jahre 1993 wurde er zum ersten Mal Deutscher Meister im Kyokushinkai. Nahezu jährlich folgten weitere Deutsche Meisterschaften, die er ab 1996 im Mittelgewicht bestritt. 1997 wurde er in seiner Heimatstadt Berlin Europameister, 1999 folgte die Vizeweltmeisterschaft auf dem 7 th World Open Karate Tournament in Tokio. Im Jahre 2003 konnte Bacak erneut den Europameistertitel erlangen.
Der türkischstämmige Sportler engagierte sich auch in der Nachwuchsförderung.

## Erfolge
- 1993: Deutscher Meister
- 1997: Europameister
- 2001: Dritter Platz bei den Europameisterschaften
- 2003: Erster Platz bei den Europameisterschaften